# Chloropoea kuenowi
Chloropoea kuenowi är en fjärilsart som beskrevs av Herman Dewitz 1879. Chloropoea kuenowi ingår i släktet Chloropoea och familjen praktfjärilar. Inga underarter finns listade i Catalogue of Life.